# Chiesa di Ognissanti (Venezia, Dorsoduro)
La chiesa di Ognissanti, o chiesa degli Ognissanti, è un edificio religioso della città di Venezia, situato nel sestiere di Dorsoduro.

## Storia
Nel 1400, sull'area attualmente occupata dalla chiesa sorgeva un monastero di monache cistercensi che si erano trasferite qui dopo l'abbandono forzato di Torcello, diventata insalubre.
Nel 1472 venne costruito un ospizio con annessa una chiesetta, rappresentata anche nella Veduta di Venezia realizzata da Jacopo de' Barbari nel 1500, e che venne sostituita nel 1505 dall'edificio attuale, consacrato nel 1586.
Chiesa e monastero vennero soppressi da Napoleone nel 1807 e lasciati in abbandono fino a quando il complesso fu adattato a ricovero per anziani grazie al lascito testamentario della contessa Elisabetta Michiel, moglie del senatore Giobatta Giustinian, patrizio veneto e primo sindaco della Venezia italiana, la quale il 27 giugno 1888 dispose «che le rendite delle mie tenute di Busco, Portobuffolé e Fossa di S. Donà vengano erogate alla istituzione di un'Opera Pia in Venezia che porterà il nome di "Giovanni Battista Giustinian" allo scopo di ricoverare poveri malati cronici». Dopo lunghe ricerche di un sito adeguato il Comune di Venezia regalò il convento degli Ognissanti all'opera pia che divenne "Ente ospedaliero specializzato livello regionale per le malattie dell'anziano". L'ospedale, operò fino alla metà degli anni novanta e la chiesa, inglobata nel recinto ospedaliero, venne parzialmente recuperata per il culto da parte dei pazienti.

## Descrizione
La facciata, molto sviluppata in altezza, è ripartita verticalmente in tre, secondo lo schema a tre navate, con portale d'ingresso a struttura lineare e finestroni ad arco. La chiesa è affiancata sul lato sinistro dal campanile con coronamento barocco.

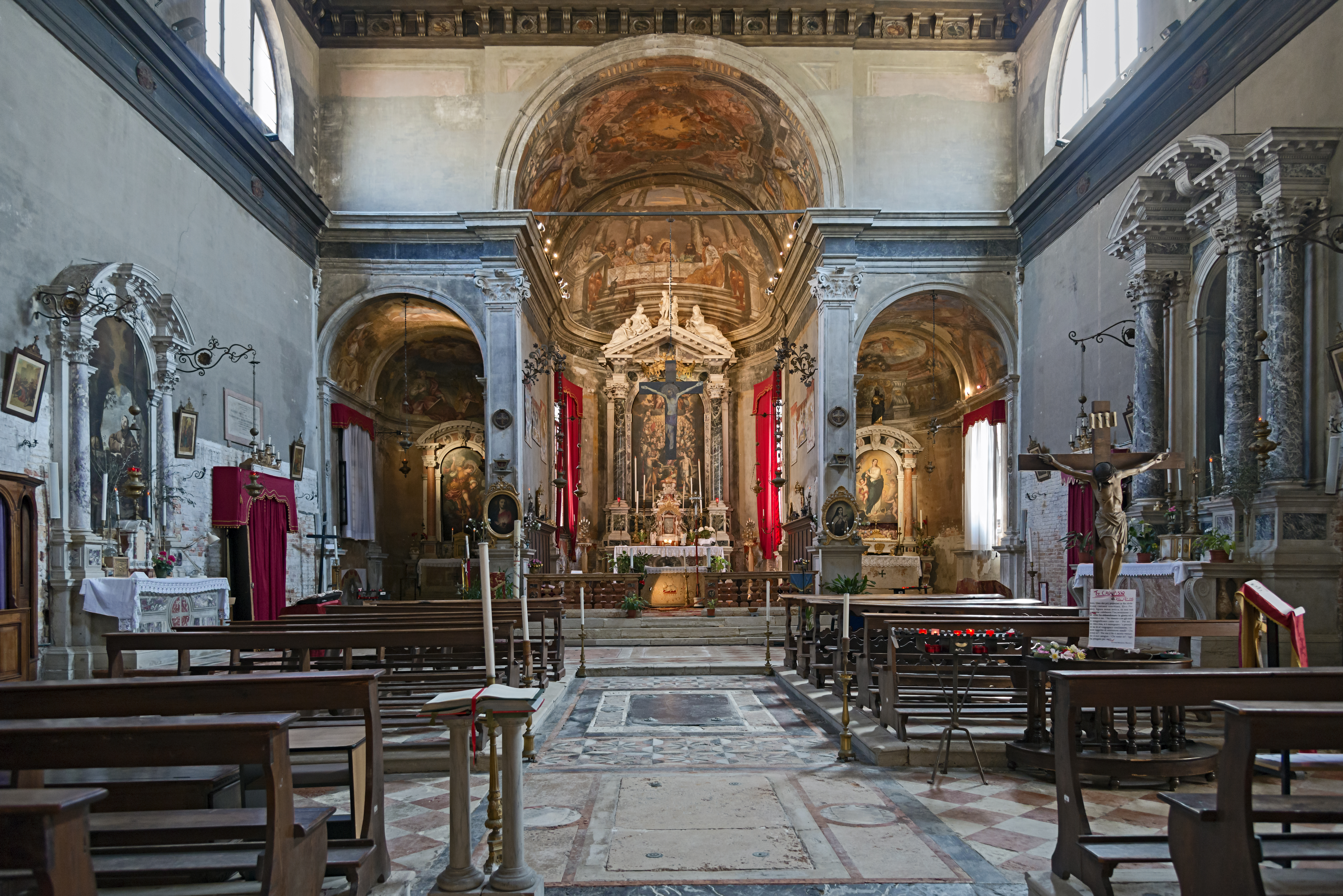
Vista generale dell'interno della chiesa
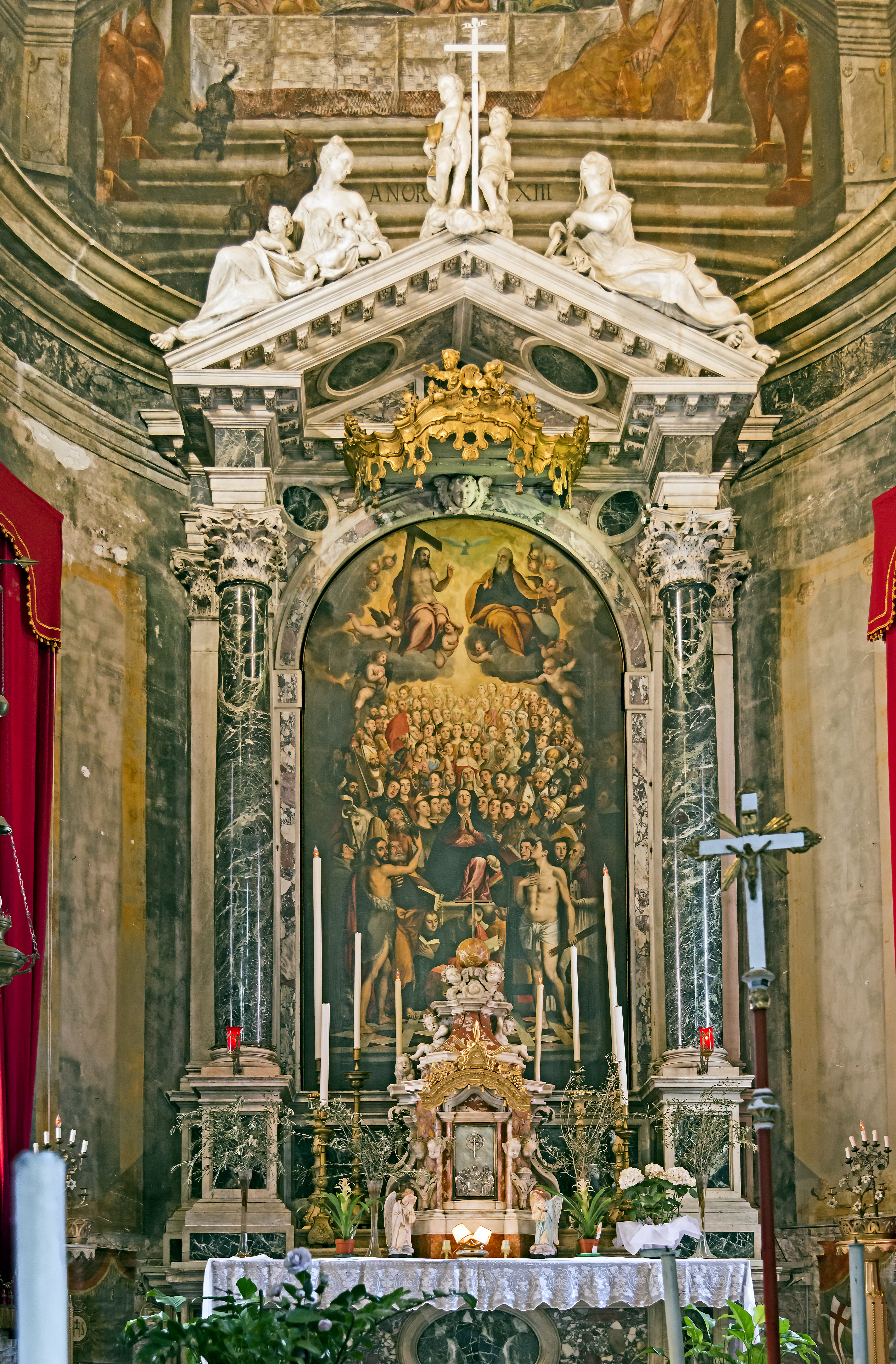
Altare maggiore
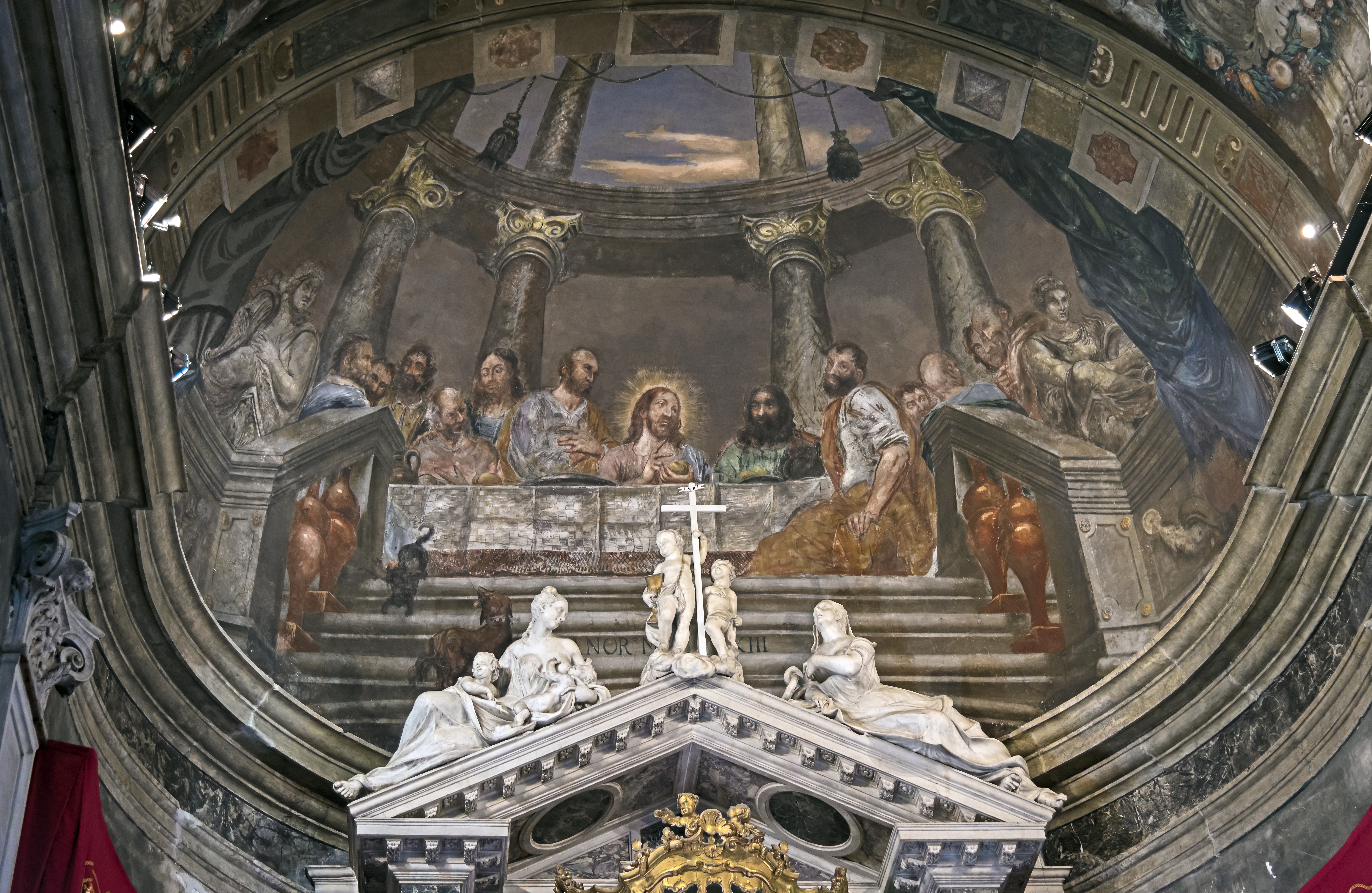
Affresco della volta del presbiterio
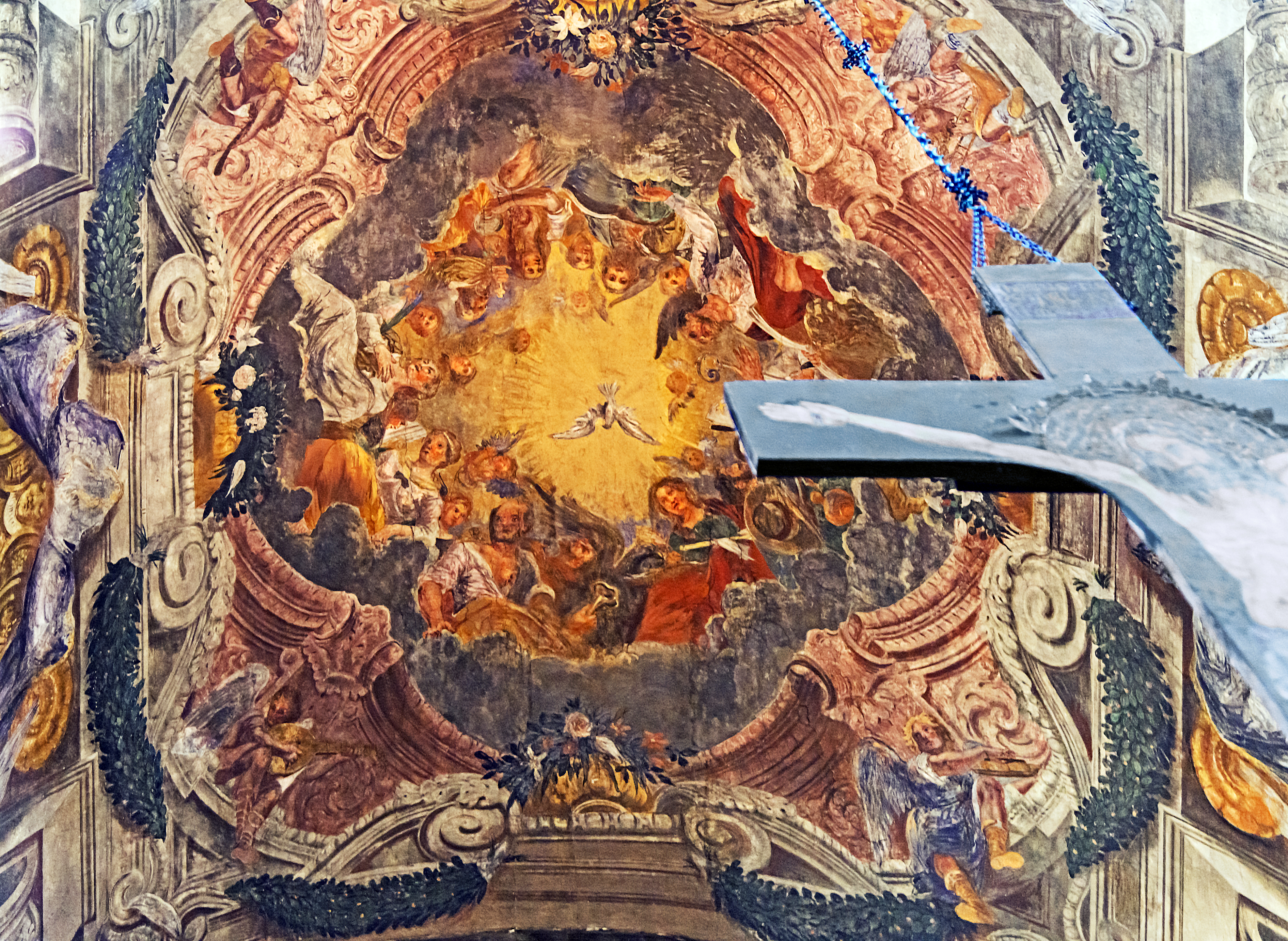
Soffitto del presbiterio
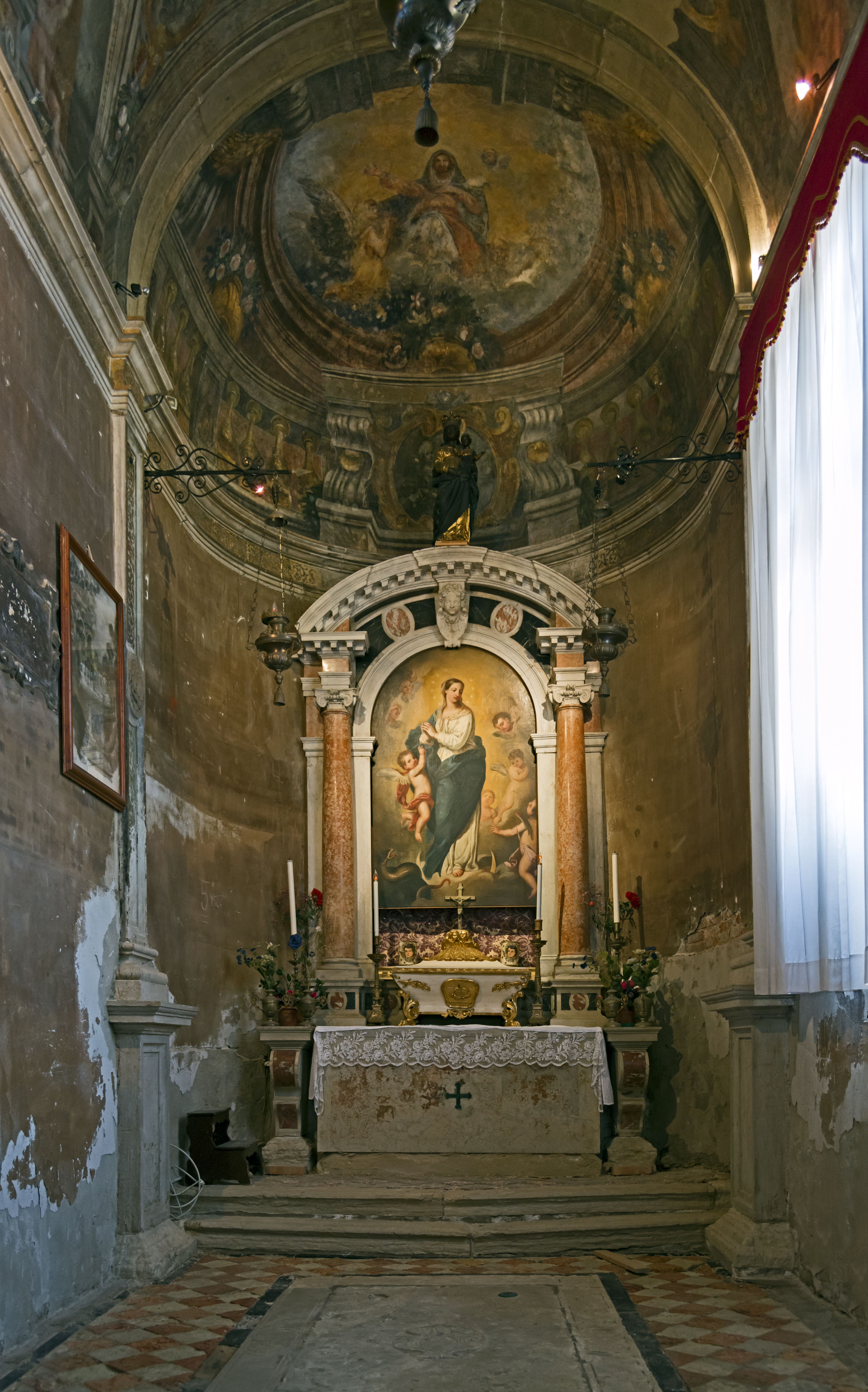
Cappella absidale destra
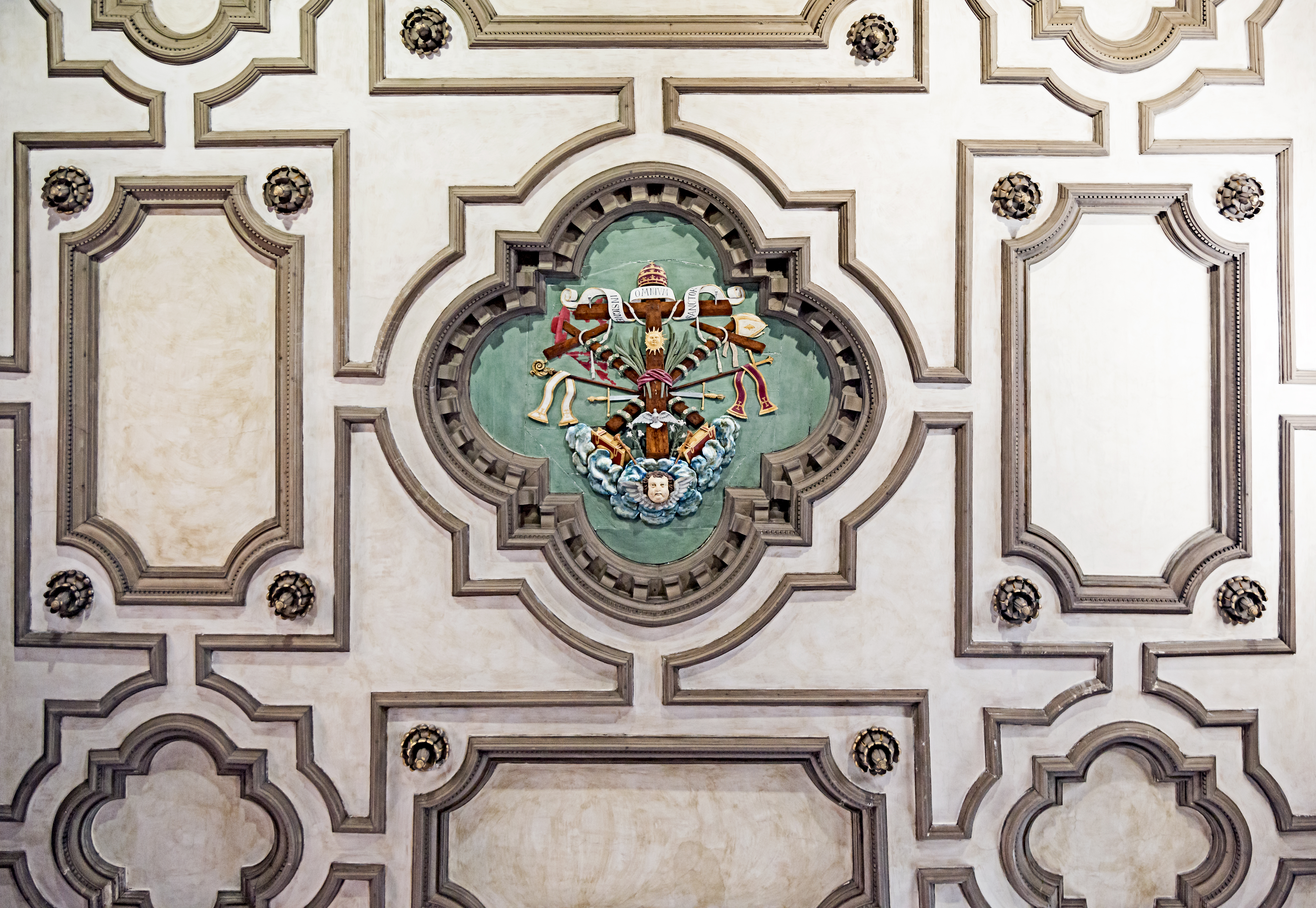
Soffitto della navata